# Copa de Campeones de la Concacaf 1995
La Copa de Campeones de 1995 fue la trigésima primera edición de la Copa de Campeones de la Concacaf, torneo de fútbol a nivel de clubes más importante de Norteamérica, Centroamérica y el Caribe organizado por la Concacaf. El torneo comenzó el 19 de febrero y culminó el 17 de diciembre de 1995.
El Saprissa venció en la cuadrangular final al Municipal de Guatemala, al Alajuelense de Costa Rica y al Moulien de Isla Guadalupe para ganar el título por segunda ocasión.

## Zona Norte/Centroamericana

### Primera ronda
| 12 de marzo de 1995 | Real Verdes | 0:3 (0:0) | Municipal                                                                 | MCC Grounds, Ciudad de Belice |  |
|                     |             |           | Juan José Oficialdegui 71' · Juan Carlos Plata 82' · Stanley Gardiner 86' |                               |  |

| 30 de marzo de 1995 | Municipal                                               | 3:0 (2:0) (Global 6:0) | Real Verdes | Estadio Mateo Flores, Ciudad de Guatemala |  |
|                     | Edgar Everaldo Valencia 3', 23' · Juan Manuel Funes 46' |                        |             |                                           |  |

| 18 de marzo de 1995 | Árabe Unido | 0:4 (0:1) | FAS                                                                | Estadio Óscar Quiteño, Santa Ana |  |
|                     |             |           | Marcelo Bauzá 67' 76' · Dionel Bordón 31' · Hugo Ernesto Pérez 79' |                                  |  |

| 22 de marzo de 1995 | FAS               | 1:1 (0:0) (Global 5:1) | Árabe Unido       | Estadio Óscar Quiteño, Santa Ana |  |
|                     | Dionel Bordón 46' |                        | Rogelio Clark 77' |                                  |  |

| 19 de abril de 1995 | Real España   | 1:1 (1:1) | Santos Laguna        | Estadio Francisco Morazán, San Pedro Sula |  |
|                     | Raúl Dolmo 5' |           | Antonio González 31' |                                           |  |

| 3 de mayo de 1995 | Santos Laguna                                                                                            | 6:2 (3:1) (Global 7:3) | Real España                                     | Estadio Corona, Torreón |  |
|                   | Antonio González 31' · Juan José Balcázar 33' 35' · Richard Zambrano 51' 60' (pen.) · Rogelio Romero 89' |                        | Edward Barahona 45' · Camilo Bonilla 57' (pen.) |                         |  |

### Segunda ronda
| 22 de julio de 1995 | FAS                                | 3:0 (2:0) | Santos Laguna | Estadio Óscar Quiteño, Santa Ana |                                 |
|                     | Burgos 5' · Pérez 15' · Bordón 88' |           |               | Asistencia: 10,000 espectadores  | Asistencia: 10,000 espectadores |

| 30 de julio de 1995 | Santos Laguna | 0:0 (Global 0:3) | FAS | Estadio Corona, Torreón |  |

### Tercera ronda
| 2 de septiembre de 1995 | FAS                                | 2:2 | Municipal                                | Estadio Óscar Quiteño, Santa Ana |  |
|                         | Dionel Bordón · Hugo Ernesto Pérez |     | Edgar Everaldo Valencia · Gustavo Longui |                                  |  |

| 10 de septiembre de 1995 | Municipal         | 2:0 (Global 4:2) | FAS | Estadio Mateo Flores, Ciudad de Guatemala |                                 |
|                          | Juan Carlos Plata |                  |     | Asistencia: 12,000 espectadores           | Asistencia: 12,000 espectadores |

### Primera ronda
| 19 de marzo de 1995 | Acros Crystal        | 2:1 (1:0) | Alajuelense         | MCC Grounds, Ciudad de Belice |  |
|                     | Moss 44' · Usher 65' |           | Nolberto 54' (a.g.) |                               |  |

| 22 de marzo de 1995 | Alajuelense                                                                        | 4:1 (2:0) (Global 5:3) | Acros Crystal | Estadio Alejandro Morera Soto, Alajuela |  |
|                     | Roy Lassiter 35' · González 45' · Juan Carlos Arguedas 70' · Luis Diego Arnáez 84' |                        | Hall 67'      |                                         |  |

| 22 de marzo de 1995 | Comunicaciones  | 1:3 (0:0) | Tecos UAG                                                                | Estadio Mateo Flores, Ciudad de Guatemala |  |
|                     | Julio Rodas 65' |           | Eustacio Rizo 54' · Osmar Donizette 59' · Javier Hernández Gutiérrez 74' |                                           |  |

| 26 de abril de 1995 | Tecos UAG                                                                                     | 4:1 (2:1) (Global 7:2) | Comunicaciones    | Estadio Tres de Marzo, Zapopan |  |
|                     | Claudio Morena 19' · Mauricio Gallaga 36' · Felipe del Ángel Malibrán 69' · Carlos Dioney 80' |                        | Jorge Arriola 25' |                                |  |

| 2 de abril de 1995 | Juventus Managua           | 1:1 (0:1) | Projusa-Veraguas | Estadio Dennis Martínez, Managua |  |
|                    | Héctor Pérez Hernández 50' |           | Erick Ortega 37' |                                  |  |

| 9 de abril de 1995 | Projusa-Veraguas                           | 2:1 (0:1) (1:0 t. s.)(Global 3:2) | Juventus Managua | Estadio Rommel Fernández, Ciudad de Panamá |  |
|                    | Wilfredo Mojica 75' · Gilberto Aguilar 96' |                                   | Iván Ramírez 25' |                                            |  |

### Segunda ronda
| 4 de junio de 1995 | Projusa-Veraguas | 0:5 (0:2) | Tecos UAG                                                                                            | Estadio Javier Cruz, Ciudad de Panamá |                                |
|                    |                  |           | Mauricio Gallaga 62' 80' · Agustín García 29' · Javier Hernández Gutiérrez 42' · Osmar Donizette 57' | Asistencia: 2,500 espectadores        | Asistencia: 2,500 espectadores |

| 9 de junio de 1995 | Tecos UAG | 10:0 (5:0) (Global 15:0) | Projusa-Veraguas | Estadio Tres de Marzo, Zapopan |  |
|                    | Fernando Guijarro 39' 70' 74' · Juan Parra 4' 25' · Porfirio Jiménez 37' 62' · Javier Hernández Gutiérrez 9' · Eustacio Rizo 52' · Agustín García 89' |                          |                  |                                |  |

### Tercera ronda
| 24 de agosto de 1995 | Tecos UAG                | 2:1 (1:0) | Alajuelense | Estadio Tres de Marzo, Zapopan |                               |
|                      | González 7' · García 88' |           | Ledezma 71' | Asistencia: 7000 espectadores  | Asistencia: 7000 espectadores |

| 3 de septiembre de 1995 | Alajuelense                            | 3:1 (0:1) (1:0 t. s.)(Global 4:3) | Tecos UAG | Estadio Alejandro Morera Soto, Alajuela                      |                                                              |
|                         | Mullins 60' · Ledezma 70' · López 104' |                                   | Reyna 30' | Asistencia: 6,002 espectadores Árbitro(s): Zimmermann Boulos | Asistencia: 6,002 espectadores Árbitro(s): Zimmermann Boulos |

### Primera ronda
| 19 de febrero de 1995 | Motagua | 0:1 (0:1) | Saprissa            | Estadio Nacional de Tegucigalpa, Tegucigalpa |  |
|                       |         |           | Rolando Fonseca 22' |                                              |  |

| 12 de marzo de 1995 | Saprissa                                                       | 3:0 (0:0) (Global 4:0) | Motagua | Estadio Ricardo Saprissa Aymá, San José |  |
|                     | Javier Wanchope 53' · Luis Herra 65' · Óscar Duarte 89' (a.g.) |                        |         |                                         |  |

| 26 de marzo de 1995 | Bautista | 0:2 (0:1) | Alianza                                             | Estadio Dennis Martínez, Managua |  |
|                     |          |           | Eradio Espinoza 20' · William Enrique Chachagua 77' |                                  |  |

| 1 de abril de 1995 | Alianza                                               | 3:2 (Global 5:2) | Bautista        | Estadio Cuscatlán, San Salvador |  |
|                    | René Durán · Milton Meléndez · Julio Santos Navarrete |                  | Cruz · Zambrano |                                 |  |

### Segunda ronda
| 7 de junio de 1995 | Saprissa                       | 3:1 | Alianza    | Estadio Ricardo Saprissa Aymá, San José |  |
|                    | Rolando Fonseca · Juan Cayasso |     | René Durán |                                         |  |

| 14 de junio de 1995 | Alianza    | 1:1 (Global 2:4) | Saprissa         | Estadio Cuscatlán, San Salvador |  |
|                     | René Durán |                  | Giancarlo Morera |                                 |  |

## Zona del Caribe

### Primera ronda
|                                          | RCA | w/o | Beacon |  |  |
| RCA abandonó el torneo. Beacon califica. |     |     |        |  |  |

| 15 de marzo de 1995 | Javouhey Mana   | 1:1 (1:0) | Corona Boys         | Estadio de Baduel, Cayena |  |
|                     | Remy Aubert 30' |           | Steven Slagveer 55' |                           |  |

| 29 de marzo de 1995 | Corona Boys                  | 2:0 (Global 3:1) | Javouhey Mana | Estadio André Kamperveen, Paramaribo |  |
|                     | Ruben Matadin · Robert Vroom |                  |               |                                      |  |

| 15 de marzo de 1995 | Moulien                                                    | 4:1 | River Plate    | Estadio René Serge Nabajoth, Ciudad de Les Abymes |  |
|                     | Jean-Marc Faham · Oscar Eyobo-Makongo · Jocelyn Choucoutou |     | Gerson Klinker |                                                   |  |

| 2 de abril de 1995 | River Plate                           | 2:0 (0:0) (Global 3:4) | Moulien | Estadio Ergilio Hato, Willemstad |  |
|                    | Marco Plom 49' · Guillermo Guerra 60' |                        |         |                                  |  |

| 19 de marzo de 1995 | San Cristóbal Bancredicard | 1:1 (0:1) | FICA                    | Estadio Olímpico Félix Sánchez, Santo Domingo |  |
|                     | Luis Mateo 75'             |           | Ricardeau Champagne 24' |                                               |  |

| 16 de abril de 1995 | FICA              | 1:0 (0:0) (Global 2:1) | San Cristóbal Bancredicard | Estadio Sylvio Cator, Puerto Príncipe |  |
|                     | Pierre Golman 60' |                        |                            |                                       |  |

| 22 de marzo de 1995                                     | Franciscain | 0:1 (0:0) | Capoise            | Estadio Pierre Aliker, Fort-de-France |  |
|                                                         |             |           | David Valcourt 60' |                                       |  |
| La serie se jugó a un partido por motivos desconocidos. |             |           |                    |                                       |  |

### Segunda ronda
| Equipo Local Ida | Resultado      | Equipo Visitante Ida | Ida   | Vuelta |
| ---------------- | -------------- | -------------------- | ----- | ------ |
| Beacon           | w/o            | L'Aiglon             | -     | -      |
| F. I. C. A.      | -              | Sinnamary            | -     | -      |
| Corona Boys      | 1 - 1 (2-4 p.) | Moulien              | 1 - 0 | 0 - 1  |
| Topp XX          | w/o            | Capoise              | -     | -      |

- L'Aiglon, F. I. C. A., Sinnamary y Capoise abandonaron el torneo.

### Tercera ronda
| Equipo Local Ida | Resultado      | Equipo Visitante Ida | Ida   | Vuelta |
| ---------------- | -------------- | -------------------- | ----- | ------ |
| Topp XX          | 4 - 4 (4-5 p.) | Beacon               | 2 - 0 | 2 - 4  |

### Cuarta ronda
| Equipo Local Ida | Resultado | Equipo Visitante Ida | Ida   | Vuelta |
| ---------------- | --------- | -------------------- | ----- | ------ |
| Moulien          | 4 - 0     | Beacon               | 2 - 0 | 2 - 0  |

- Beacon abandonó el torneo, ambos juegos fueron otorgados 2 – 0 para el CS Moulien.

## Ronda Final
Jugado en San José, Costa Rica.
- Saprissa
- Municipal
- Alajuelense
- Moulien

El título de la Concacaf se definió en formato de grupo jugando todos contra todos a un Cuadrangular Final, el campeón fue el que consiguió la mayor cantidad de puntos.
| Equipo      | Pts. | PJ | PG | PE | PP | GF | GC | Dif. |
| ----------- | ---- | -- | -- | -- | -- | -- | -- | ---- |
| Saprissa    | 7    | 3  | 2  | 1  | 0  | 8  | 2  | +6   |
| Municipal   | 6    | 3  | 2  | 0  | 1  | 13 | 3  | +10  |
| Alajuelense | 4    | 3  | 1  | 1  | 1  | 13 | 6  | +7   |
| Moulien     | 0    | 3  | 0  | 0  | 3  | 1  | 24 | -23  |

### Partidos
| 13 de diciembre de 1995 | Saprissa                                                           | 5:0 (2:0) | Moulien | Estadio Nacional, San José |  |
|                         | González 26' · Myers 39' · Fonseca 69' · Drummond 78' · Morera 81' |           |         |                            |  |

| 13 de diciembre de 1995 | Alajuelense             | 2:3 (2:3) | Municipal                                 | Estadio Nacional, San José |  |
|                         | Gómez 28' · Ledezma 32' |           | Funes 2' · Oficialdegui 9' · Valencia 36' |                            |  |

| 15 de diciembre de 1995 | Moulien           | 1:9 (0:6) | Alajuelense                                                                                 | Estadio Nacional, San José |  |
|                         | Eyobo-Makongo 56' |           | Ledezma 19', 35', 62' · Montero 38', 44' · Badilla 5' · Marín 20' · Mullins 47' · Gómez 72' |                            |  |

| 15 de diciembre de 1995 | Municipal | 0:1 (0:1) | Saprissa     | Estadio Nacional, San José |  |
|                         |           |           | Wanchope 24' |                            |  |

| 17 de diciembre de 1995 | Saprissa         | 2:2 (2:1) | Alajuelense            | Estadio Nacional, San José |  |
|                         | Fonseca 16', 20' |           | López 34' · Arnáez 53' |                            |  |

| 17 de diciembre de 1995 | Municipal                                                                                  | 10:0 (4:0) | Moulien | Estadio Nacional, San José |  |
|                         | Plata 8', 37', 51', 70', 72', 80' · Ivaldi 12' · Funes 40' · Oficialdegui 55' · Méndez 65' |            |         |                            |  |

| Saprissa Campeón 2º título |